# W
W (maiúsculo), w (minúsculo), duplo-vê, vê-dobrado, dábliu, dáblio  pronúncia em variante brasileira (ajuda·info) (no inglês duplo u), é uma letra do alfabeto latino moderno, que se originou na Idade Média e não no alfabeto dos romanos antigos. Ela deriva da letra grega ômega na forma minúscula (ω), que é a última na ordem daquele idioma.
Na ordem alfabética da língua portuguesa, corresponde à vigésima terceira letra. Diferentemente do k e do y, o w não fazia parte do alfabeto português na fase pseudoetimológica, estando presente apenas em palavras estrangeiras como sandwiche, talwegue e wisigodo; quando de seu aportuguesamento, foi substituída por u nas palavras de origem na língua inglesa, ou por v, nas de origem na língua alemã; ainda é empregada em palavras estrangeiras que não estejam devidamente aportuguesadas. No Brasil, o Formulário Ortográfico de 1943, substituiu o W em certos empréstimos linguísticos por V ou U dependendo do valor fonético, como por exemplo, é utilizada no alfabeto galês, quando é adicionado um acento circunflexo à letra W, o som fica parecido como o som de um U normal. O Acordo Ortográfico de 1990 introduziu a letra W no alfabeto português, sem, contudo, restaurar o seu uso prévio, que continuará restrito às abreviaturas, às palavras com origem estrangeira e a seus derivados.

## Significados e representações
- Na bússola, W representa o ponto cardeal oeste (do inglês: West), assim como o "O" também representa em português.
- No Sistema Internacional de Unidades (SI), W é o símbolo para watt, unidade de potência.
- Na tabela periódica, W é o símbolo para o elemento químico tungstênio (também chamado de volfrâmio).